# Australische Rohrdommel
Die Australische Rohrdommel (Botaurus poiciloptilus) ist eine Art aus der Unterfamilie Botaurinae. Sie kommt ausschließlich in Australien, auf Neuseeland und einigen angrenzenden Inseln vor. Die Art ist eng verwandt mit der eurasischen Rohrdommel. Auch der dumpfe Balzruf der Australischen Rohrdommeln ähnelt denen der Rohrdommel. Der weltweite Bestand ist sehr gering und wird auf weniger als 2500 Vögel geschätzt. Die IUCN listet diese Art als stark gefährdet (endangered).

## Erscheinungsbild
Australische Rohrdommeln erreichen eine Körpergröße von 66 bis 76 Zentimetern. Die Weibchen wiegen zwischen 571 und 1135 Gramm; das Gewicht der Männchen variiert zwischen 875 und 2085 Gramm. Der Größenunterschied zwischen den Geschlechtern ist auch bei Feldbeobachtungen feststellbar. 
Australische Rohrdommeln haben eine dommelcharakteristische Körperform. Sie sind relativ kompakt gebaut, der Hals ist sehr dick und das Gefieder ist gefleckt bräunlich. Der Oberkopf ist braun. Der Schnabel ist gelb bis gelbbräunlich und die Mitte des Oberschnabels ist dunkelbraun bis grauschwarz. Die Iris ist gelb. Oberhalb des Auges verläuft eine cremeweiße, feine Linie. Die Gesichtsseiten sind gelbbraun. Vom Schnabel aus laufen auf jeder Gesichtsseite ein sehr dunkler Streifen den Nacken hinab. Der Hinterhals und der Rücken sind dunkelbraun mit gelbbraunen Längsstreifen und einer Fleckung, die der Dommel insgesamt ein stark geflecktes und gestreiftes Äußeres gibt. Die Flügeldecken weisen ein sehr feines braunes und gelbbraunes Streifenmuster auf. Das Kinn und die obere Kehle sind weiß. Die Brust ist weiß mit großen braunen Längsflecken. Der Bauch ist weiß. Die Flügelunterdecken sind gelblich braun mit braunen Sprenkeln. Die Beine und die Füße sind grüngelb bis olivfarben. 
Der Flug ist schwerfällig. Aufgeschreckte Australische Rohrdommeln legen nur kurze Strecken fliegend zurück und fallen dann in die nächste Deckung ein. Über längere Strecken ist der Flügelschlag sehr gleichmäßig. Der Flug wird als eulenähnlich beschrieben. 
Verwechslungsmöglichkeiten bestehen im Verbreitungsgebiet mit noch nicht voll ausgefärbten Rotrückenreihern und Schwarzdommeln. Die Australische Rohrdommel ist allerdings deutlich größer als diese beiden Arten.

## Verbreitungsgebiet, Bestand und Lebensraum

Verbreitungskarte der Australischen Rohrdommel

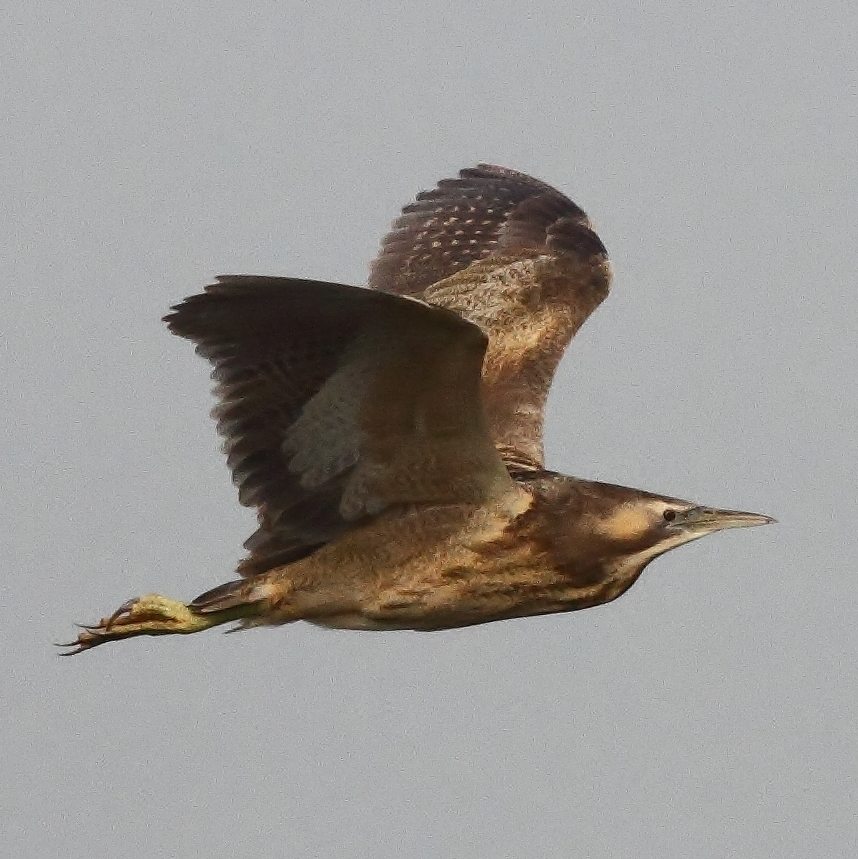
Australische Rohrdommel

Die Australische Rohrdommel kommt nur im Südosten und im Südwesten Australiens vor. Sie brütet außerdem auf den Bass Strait Inseln, Tasmanien und Neuseeland sowie Neukaledonien. Die Art ist grundsätzlich ein Standvogel. Möglicherweise kommt es in Abhängigkeit von Regen- und Trockenzeiten zu einigen wenigen Wanderbewegungen. 
Im Westen Australiens kommen nur noch etwa 100 Brutpaare vor. Hier stehen auf Grund der intensiven landwirtschaftlichen Nutzung, die mit einer weitreichenden Entwässerung einherging, nur noch wenige geeignete Lebensräume. Diese finden sich nur noch an den regenreichen Gebieten entlang der Westküste. In den australischen Bundesstaaten New South Wales und Victoria ist die Australische Rohrdommel im Einzugsgebiet des Murray Rivers und seines wichtigsten Nebenflusses, dem Darling River noch verhältnismäßig häufig. Auf Neuseeland bestand die Population 1985 nur noch aus 580 bis 725 Australischen Rohrdommeln.
Der Lebensraum der Australischen Rohrdommel sind Süßgewässer mit einem dichten Schilfgürtel in Flachwasserzonen mit einer Tiefe unter 30 Zentimetern. Die Art führt überwiegend ein sehr verstecktes Leben und ist nur selten außerhalb dieses Schilfbereichs zu beobachten.

## Lebensweise
Australische Rohrdommeln leben überwiegend einzelgängerisch. Sehr selten kann man sie paarweise oder in kleinen Gruppen von bis zu zwölf Vögeln beobachten. Seine Nahrung sucht er überwiegend nachts und in der Dämmerung. Während des Winterhalbjahrs kann die Australische Rohrdommel gelegentlich auch während des Tages beobachtet werden. Während der Nahrungssuche bewegt sich die Australische Rohrdommel sehr langsam in geduckter Haltung. Fühlt sie sich beunruhigt, dann nimmt sie die für Dommeln charakteristische Pfahlstellung ein. Die Nahrung besteht aus Fischen, Fröschen und Krebstiere sowie Insekten, Spinnen, Muscheln, Eidechsen, Ratten, Mäuse und Kleinvögeln. 
Die Fortpflanzungszeit fällt in den Zeitraum Oktober bis Februar. Das Nest wird im Schilfgürtel errichtet und normalerweise brüten Australische Rohrdommeln einzelgängerisch. Es sind allerdings auch schon bis zu sieben Nestern in größerer Nähe zueinander gefunden worden. Das Gelege besteht aus vier bis fünf Eiern. Die Brut beginnt mit der Ablage des ersten Eis, die Brutzeit beträgt 25 Tage. Es brütet allein das Weibchen. Die Jungvögel sind mit etwa sieben Wochen flügge. 

## Belege

### Einzelbelege
1. ↑  Factsheet Botaurus poiciloptilus auf BirdLife International
2. ↑   Kushlan et al., S. 302
3. ↑   Higgins, S. 1057
4. ↑   Higgins, S. 1058
5. ↑   Kushlan et al., S. 304